# Окагбаре, Блессинг
Блессинг Окагбаре (англ. Blessing Okagbare, род. 9 октября 1988 года) — нигерийская легкоатлетка, которая специализируется в беге на короткие дистанции и в прыжках в длину. Бронзовая призёрка Олимпийских игр 2008 года в прыжках в длину с результатом 6,91 м. На Олимпиаде 2012 года заняла 8-е место на дистанции 100 метров. На чемпионате мира 2013 года в Москве выиграла серебро в прыжке в длину и бронзу на дистанции 200 метров.
Победительница соревнований World Challenge Beijing 2013 года на дистанции 100 метров. 19 июля 2013 года стала победительницей соревнований Herculis с личным рекордом — 7,00 м.
В настоящее время проживает в Эль-Пасо, Техас.
В феврале 2022 года дисквалифицирована на 10 лет за допинг.

## Достижения
Бриллиантовая лига
- 2014:  Shanghai Golden Grand Prix — 6,86 м.
- 2014:  Shanghai Golden Grand Prix — 22,36